# Ресо, Стэнли Роджерс
Стэнли Роджерс Ресо (англ. Stanley Rogers Resor; 5 декабря 1917, Нью-Йорк, США — 17 апреля 2012, Вашингтон, США) — американский государственный деятель, министр армии США (1965—1971).

## Биография
Родился в семье Стэнли Ресо, президента рекламного агентства J.W. Thompson Advertising Agency, одного из основателей современной рекламной индустрии Соединённых Штатов. После обучения в Школе Гротон окончил Йельский университет (1938) с присуждением докторской степени. Он получил докторскую степень в 1939 году в Йельском университете. Затем он продолжил обучение на юридическом факультете Йельского университета. Его обучение было прервано службой в качестве второго лейтенанта полевой артиллерии во время Второй мировой войны. Служил в 10-й бронетанковой дивизии в Соединённых Штатах, в 1942—1944 годах — за рубежом, в 1944—1945 годах — участник боев на Европейском театре военных действий. За образцовое исполнение воинского долга он был отмечен Серебряной звездой, Бронзовой звездой и медалью Пурпурное сердце. Закончил службу в звании подполковника.
В 1946 году получил диплом юриста и начал карьеру на Уолл-стрит и стал партнером крупной юридической компании Deveboise, Plimpton, Lyons, and Gates (1946—1965), специализируясь на корпоративном праве.
В апреле-июле 1965 года — заместитель министра, с июля 1965 по 1971 год, в разгар Войны во Вьетнаме, занимал пост министра армии США в администрациях президентов Линдона Джонсона и Ричарда Никсона. В этот период было создано первое аэромобильное армейское подразделение, американская линия связи в Европе была перенесена из Франции в Германию и страны Бенилюкса, армейские силы стали использоваться в поддержку гражданских властей, начались мероприятия по добровольному комплектованию Вооруженных сил.
После ухода в отставку вернулся к юридической практике в Нью-Йорке. Являлся представителем Соединённых Штатов в ранге посланника на переговорах о взаимном и сбалансированном сокращении вооруженных сил в Вене, Австрия (1973—1978).
В 1978—1979 годах занимал пост заместителя министра обороны США. Затем вновь перешел в Debevoise & Plimpton, уйдя на пенсию в 1991 году
Был награждён медалью Джорджа К. Маршалла Ассоциации армии США (1974). В 1984 году Военная академия США присудила ему награду Сильвануса Тейера.
Являлся критиком политики США в области ядерного оружия. В 1997 году он стал членом и спикером Ассоциации по контролю над вооружениями Америки, выступал с критикой политики расширения НАТО на территории Восточной Европы из-за опасений по поводу реакции российского правительства на якобы посягательство со стороны Североатлантического альянса.